# Drudas
Drudas [dʁydas] ist eine französische Gemeinde mit 199 Einwohnern (Stand: 1. Januar 2022) im Département Haute-Garonne in der Region Okzitanien (vor 2016 Midi-Pyrénées). Sie gehört zum Arrondissement Toulouse und zum Kanton Léguevin. Die Einwohner werden Drudasois und Drudasoises genannt.

## Geographie
Drudas liegt etwa 28 Kilometer nordwestlich von Toulouse. An der südöstlichen Gemeindegrenze verläuft das Flüsschen Marguestaud. Umgeben wird Drudas von den Nachbargemeinden Bellesserre im Norden, Le Burgaud im Nordosten und Osten, Launac im Osten und Südosten, Pelleport im Süden, Puysségur im Westen sowie Lagraulet-Saint-Nicolas im Nordwesten.

## Bevölkerungsentwicklung
| Jahr                       | 1962 | 1968 | 1975 | 1982 | 1990 | 1999 | 2009 | 2020 |
| Einwohner                  | 184  | 153  | 147  | 137  | 138  | 172  | 182  | 201  |
| Quellen: Cassini und INSEE |      |      |      |      |      |      |      |      |

## Sehenswürdigkeiten
- Schloss Drudas, erbaut zwischen 1780 und 1789, seit 2010 in Teilen als Monument historique eingeschrieben
- Kirche Saint-Abdon-et-Sennen

Siehe auch: Liste der Monuments historiques in Drudas